# 1902

## Esdeveniments
Països Catalans
- 2 de gener, Barcelona: S'hi publica el primer número del setmanari satíric ¡Cu-Cut!, que passarà a la història pels "Fets del Cu-Cut".

Resta del món
- 27 de febrer, Londres, Regne Unit: Membres del moviment sionista, funden l'Anglo Palestine Company un banc per amb la finalitat de promoure la indústria, la construcció, l'agricultura i les infraestructures a la Terra d'Israel.
- 6 de març, Madrid, Espanya: Es funda l'actual Reial Madrid Club de Futbol amb el nom de Sociedad Madrid Foot-Ball Club.
- 13 d'abril, Conca, Espanya: Enfonsament a la Catedral de Conca causant grans estralls.
- 30 d'abril: estrena a la Salle Favart (Théâtre de l'Opéra-Comique) de París de l'òpera Pelléas et Mélisande de Claude Debussy.
- 8 de maig, illa de Martinica: entra en erupció el volcà Pelée, destruint tota la ciutat de Saint-Pierre i provocant 30.000 morts.
- 20 de maig, Cuba s'independitza dels Estats Units. Fi de l'ocupació militar nord-americana.
- 9 d'agost: Eduard VII és coronat rei del Regne Unit.
- Comença a regnar Alfons XIII d'Espanya.

### Premis Nobel
| Camp                  | Guardonats                             |
| --------------------- | -------------------------------------- |
| Física                | - Hendrik A. Lorentz - Pieter Zeeman   |
| Química               | - Hermann Emil Fischer                 |
| Medicina o Fisiologia | - Ronald Ross                          |
| Literatura            | - Theodor Mommsen                      |
| Pau                   | - Élie Ducommun - Charles Albert Gobat |

## Naixements
Països Catalans
- 9 de febrer - Sabadell: Joan Llonch i Salas, empresari tèxtil català.
- 21 de febrer - Banyoles: Maria Vinyes i Mayola, professora catalana.
- 6 de març - l'Ametlla de Mar: Milagros Consarnau i Sabaté, mestra catalana (m. 1981).
- 28 de març - Barcelona: Octavi Saltor i Soler, escriptor i polític català (m. 1982).[1]
- 1 d'abril - Sabadell: Salvador Sarrà i Serravinyals, polític, empresari i escriptor català (m. 1965).[2]
- 6 d'abril - Barcelona: Assumpta Bastida i Pibernat, fou una modista catalana de la Cooperativa d'Alta Costura (m. 1995).[3]
- 14 d'abril - Gironella: Estel Cortichs Vinyals, mestra catalana compromesa amb la República, exiliada a Mèxic (m. 1985).[4]
- 16 de maig - Figueres (Alt Empordà): Carles Fages de Climent, poeta (m. 1968).[5]
- 7 de juny - Barcelona: Josefina Torrents i Illa, nedadora i dirigent esportiva catalana, pionera de la natació a Catalunya (m. 2006).[6]
- 27 de juny - Sant Petersburg: Marina Noreg –o Marina Gubònina–, ballarina, mestra de ball i coreògrafa establerta a Barcelona (m. 1976).[7]
- 19 de juliol - San Cristóbal de la Laguna, Tenerife: Olimpia Arozena Torres, primera professora de la Universitat de València (m. 1971).[8]
- 1 d'agost: Barcelona: Lola Iturbe, destacada activista anarquista barcelonina (m. 1990).[9]
- 6 d'agost - Berlín: Margarete Klose, mezzosoprano alemanya (m. 1968).[10]
- 10 d'agost - Mont-real, Quebec: Norma Shearer, actriu quebequesa.[11]
- 23 d'agost - la Fuliola: Ramona –o Ramoncita– Rovira, cupletista al Paral·lel, una de les primeres figures de la seva època (m. 1964).[12]
- 25 d'agost - Sabadell: Lluís Creus i March, promotor de l'excursionisme i activista cultural català.
- 31 d'agost - Barcelona: Maria Dolors Bargalló i Serra, política catalana (m. 1980).[13]
- 9 de setembre - Reus: Josep Iglésies i Fort, geògraf, historiador i escriptor català.
- 12 de setembre - Carlet, Ribera Alta: Juan Bosch Marín, pediatre, fundador i director d'UNICEF-Espanya (m. 1995).[14]
- 20 de setembre - Kingston upon Hull: Stevie Smith, poeta i novel·lista britànica (m. 1971).[15]
- 17 d'octubre - Cadaqués: Carme Julià i Riqué, política catalana republicana exiliada a Mèxic, mestra (m. 1977).[16]
- 28 d'octubre - Sant Carles de la Ràpita: Sebastià Juan Arbó, escriptor català.
- 24 de novembre - Barcelona: Núria Sagnier i Costa, escriptora i traductora catalana, i estudiosa de Wagner (m. 1988).[17]
- Mataró: Bartomeu Fabrés i Anglada, metge i polític català.
- Sant Martí d'Albars: Antoni Barniol i Verdaguer, sacerdot, vicari, canonge i professor.

Resta del món
- 9 de gener, Barbastre, Aragó: Josepmaria Escrivá de Balaguer, sant espanyol, fundador de l'Opus Dei.
- 26 de gener, Eibergen, Berkelland: Menno ter Braak, escriptor, assagista i crític literari antifeixista neerlandès.
- 31 de gener, Uppsala, Suècia: Alva Myrdal, política i escriptora sueca, Premi Nobel de la Pau de l'any 1982 (m. 1986).[18]
- 4 de febrer: Charles Lindbergh, aviador.
- 27 de febrer, Salinas (Califòrnia), EUA: John Steinbeck, escriptor, premi Nobel.[19]
- 26 de març, Ayr: Marion Gray, matemàtica escocesa, que ha donat nom a un graf (m. 1979).[20]
- 29 de març, Oldham, Lancashire (Anglaterra): William Walton, compositor anglès (m. 1983).[21]
- 1 d'abril, Calamata, Grècia: Maria Poliduri, poetessa romàntica.[22]
- 2 d'abril, Leipzig, Imperi Alemany: Jan Tschichold, tipògraf alemany (m. 1974).[23]
- 6 d'abril, Czechowice-Dziedzice, Àustriaː Margaret Michaelis, fotògrafa austríaca que va viure a Barcelona els anys 1933-1937 (m. 1985).[24]
- 8 d'abril, Madrid: Rosa García Ascot, compositora i pianista espanyola, membre del Grup dels vuit (m. 2002).[25]
- 30 d'abril, Arlington, Dakota del Sud, EUA: Theodore Schultz, economista nord-americà, Premi Nobel d'Economia de l'any 1979 (m. 1998).[26]
- 3 de maig, Guebwiller, França: Alfred Kastler, físic, Premi Nobel de Física de l'any 1966 (m. 1984).[27]
- 8 de maig, Ainay-le-Château, França: André Lwoff, microbiòleg francès, Premi Nobel de Medicina o Fisiologia de l'any 1965 (m. 1994).[28]
- 6 de juny, Fulton, Mississipi: Jimmie Lunceford, director d'orquestra de jazz estatunidenc (m. 1947).[29]
- 16 de juny, Hartford (Connecticut), EUA: Barbara McClintock, botànica i genetista nord-americana, guardonada amb el Premi Nobel de Medicina o Fisiologia el 1983.[30]
- 26 de juny, Rotterdam: Antonia Louisa Brico, pianista i directora d'orquestra neerlandesa de renom (m. 1989).[31]
- 10 de juliol,- Chorzów, Silèsia (Alemanya): Kurt Alder, químic alemany, Premi Nobel de Química de 1950 (m. 1958).[32]
- 28 de juliol: 
  - Karl Popper, teòric de la filosofia de la ciència. Premi Internacional Catalunya 1989 (m. 1994).[33]
  - Alice Springs, Northen Territory (Austràlia): Albert Namatjira, anomenat en un principi Elea Namatjira, i Albert després del seu bateig cristià, va ser un famós pintor aborigen australià (m. 1959).[34]
- 31 de juliol, Madrid: Julia Caba Alba, actriu espanyola (m. 1988).[35]
- 8 d'agost, Bristol, Anglaterra: Paul Dirac, físic britànic, premi Nobel de Física l'any 1933 (m. 1984).[36]
- 10 d'agost, Estocolm, Suècia: Arne Tiselius, bioquímic suec, Premi Nobel de Química de 1948 (m. 1971).[37]
- 15 d'agost, Sevilla: María Laffitte, aristòcrata, escriptora i crítica d'art espanyola, defensora dels drets de les dones (m. 1986).[38]
- 16 de setembre, Grans: Germaine Richier, escultora francesa (m. 1959).[39]
- 19 de setembre, Saragossa: Jenara Vicenta Arnal Yarza, primera doctora en Ciències Químiques d'Espanya (m. 1960).[40]
- 21 de setembre, Sevilla: Luis Cernuda, poeta i crític literari espanyol.
- 15 d'octubre, Saragossa: Amparo Poch y Gascón, metgessa, periodista i anarcofeminista aragonesa (m. 1968).[41]
- 26 d'octubre, 
  - Leicester: Beryl Markham, aviadora britànica, primera dona a creuar sola l'oceà Atlàntic d'est a oest (m. 1986).[42]
  - Saint Louis, Missouri: Henrietta Hill Swope, astrònoma nord-americana que estudià les estrelles variables (m.1980).[43]
- 16 de novembre: Alfonso Sánchez Portela, fotògraf espanyol.
- 17 de novembre, Budapest, Imperi Austrohongarès: Eugene Paul Wigner, físic i matemàtic, Premi Nobel de Física de l'any 1963.
- 18 de novembre, Nova York, EUA: Lillian Fuchs, violista, mestra i compositora.
- 2 de desembre, Madrid: Milagros Leal, actriu espanyola (m. 1975).[44]
- 10 de desembre, L'Havana: Dulce María Loynaz, poeta cubana (m. 1997).[45]
- 16 de desembre, El Puerto de Santa María, Espanya: Rafael Alberti, poeta espanyol.
- 18 de desembre, Tarassona, Província de Saragossa: Paco Martínez Soria, estrella del cinema espanyol.
- 29 de desembre, Hangzhou, Zhejiang (Xina): Shi Dongshan, pintor, actor, guionista i director de cinema xinès (m. 1955)
- Victor Carton Vidal, polític irlandès.[46]

## Necrològiques
Països Catalans
- 10 d'abril, Barcelona: Bartomeu Robert, metge i polític català, batlle de Barcelona durant set mesos de 1899 (n. 1842).[47]
- 10 de juny, vil·la Joana, Vallvidrera: Jacint Verdaguer, prevere i el més gran poeta català de la Renaixença (n. 1845).[48]
- 29 de desembre, Manresa: Carlota de Mena i Zamora, actriu catalana de la segona meitat del segle xix (n. 1845).[49]
- Barcelona: Enric Ciervo Pérez, músic.

Resta del món
- 6 de febrer, Neuilly-sur-Seine: Clémence Royer, erudita francesa autodidacta, primera traductora de Darwin al francès.[50]
- 26 de març, Sud-àfrica: Cecil Rhodes, colonitzador i polític britànic, colonitzador de Rhodèsia (n. 1853)[51]
- 6 de juliol, Maria Goretti, santa del catolicisme.
- 19 de setembre, Tòquio (Japó): Masaoka Shiki, poeta japonès (n. 1867).[52]
- 29 de setembre, París, França: Émile Zola, novel·lista francès (62 anys).
- 26 d'octubre, Johnstown: Elizabeth Cady Stanton, activista estatunidenca, abolicionista, impulsora del moviment feminista (n. 1815).[53]
- Leipzig: Ernst Wilhelm Fritzsch, músic alemany.